# Šimla
Šimla (anglicky Shimla, hindsky: शिमला, Šimlá, dříve také Simla) je hlavní město indického státu Himáčalpradéš. Město je položeno na strmém horském hřbetě ve střední části Himálaje v nadmořské výšce okolo 2 200 m n. m. Šimlu obývá přibližně 100 000 lidí, nachází se zde univerzita, nedaleké letiště je vzdáleno asi 20 km.

## Historie
Oblast patřila původně k nepálskému království a nazývala se Shyamala. V roce 1819 byla objevena Brity a brzy se stala jejich vyhledávaným letoviskem, neboť poskytovala útočiště před úmornými vedry indických nížin. Mezi lety 1834 a 1939 byla oficiálním letním sídlem vlády Britské Indie. V roce 1903 byla Šimla napojena na železniční síť úzkorozchodnou dráhou do Kalky. V letech 1913 až 1914 zde probíhala jednání o tzv. Simelské dohodě mezi státy Velké Británie, Tibetem a Čínou.

## Podnebí
Podnebí v Šimle je v zimě převážně chladné a v létě mírně teplé. Průměrná letní teplota se pohybuje v létě mezi 14 °C and 20 °C, v zimě pak mezi -7 °C a +10 °C. Roční úhrn srážek činí 1520 mm, nejméně je jich v listopadu, nejdeštivěji je v červenci, v době monzunů. Od prosince do února se mohou objevit sněhové srážky.

## Osobnosti
- Guy Penrose Gibson, pilot RAF, nositel Viktoriina kříže
- M.M. Kaye, britská spisovatelka
- Anupam Kher, bollywoodský herec
- Sheila Ramani, Miss Shimla
- Brian Robertson, 1. baron Robertson z Oakridge, britský důstojník